# Tafilah
Tafilah is een stad in Jordanië en is de hoofdplaats van het gouvernement Tafilah.
Bij de volkstelling van 2004 telde Tafilah 23.512 inwoners.